# ステレ
ステレ (Stelle) は、アメリカイリノイ州にある、自給自足・直接民主制を目標とし、未来のユートピアを目指す自治共同体である。なお、ステレはアメリカの公式な地方自治体地域に属していない。人口は約125人（2007年）。

## 概要
ステレは現代社会の弊害を排した未来都市を目指して運営されている自治共同体であり、ほぼ完全な自給自足体制と自治体制をとっている。元来は設立者であるリチャード・キーニンガーの予言にあるカテキリズム(地球規模大激変)を生き残ることを目標として設立されたが、現在ではこれを信じている人は少数となっている。上下水道や電話、道路整備といった公共サービスはステレ自身が運営し、かつては教育システムも自身で運営していた。この教育システムではステレ住民の子供は1歳から教育を受け、平均で12歳で高校卒業程度の実力が身に付くようになっていた。また、かつてはステレが様々な業種の企業を直接経営し
、住民はこれらの企業に雇用されていた。
カテキリズムを生き残ることを目標としていたこともあり、省エネルギー、クリーン・エネルギー技術に優れている。トウモロコシからの工業用アルコールの開発・生産に成功し、合衆国エネルギー省から燃料用アルコール・プラントの建設を依頼されたりしている。多くの家はこれらの省エネ技術を生かして設計され、その個性のあるデザインの住宅が独特の町並みを形成している。

## 位置
イリノイ州フォード郡の北に位置し、イリノイ州最大の都市シカゴから約100km南にある。

## 歴史
ステレは1973年に「ステレ・グループ」という組織によって設立された。この組織の設立者はリチャード・キーニンガー(Richard Kieninger)である。1950年代、キーニンガーはカリフォルニア州ラモナ(Ramona)にある、レミュリアン・フェローシップ(Lemurian Fellowship)において、「レミュリアン哲学」を学んだ。1963年、キーニンガーはエクラル・クエシャナ(Eklal Kueshana)というペンネームで"The Ultimate Frontier"(最後の辺境)と題した本を書き、レミュリアン哲学の信条を示すとともに、古代の秘密組織「ブラザーフッド」により受けたとされる啓示を記した。
この啓示によると、西暦2000年5月5日に地球の破滅的な大激変が起こり、それを生き残るためには教育による個人の発達、12の美徳(the Twelve Great Virtues)の実践、カルマの改善が必要であるとしている。これを実行に移すためにステレ・グループはフォード郡の北にある広大な土地を購入し、イリノイ州とステレ・グループにより下水処理施設、上水道設備、道路、電気、工場、学校が整備され、まず手始めに25の家が作られた。キーニンガーは2000年までに25万人都市に成長すると予言した。
The Ultimate Frontierは25万部も売れたが、ステレは大市場から遠く離れた位置にあり、またメンバーになるための資格が厳しいことや財政援助の欠乏などからステレへの参加者は思うように集まらず、ピーク時でも人口はわずか200人にとどまった。さらに、キーニンガーは自身の地位を乱用し、ステレ若い女性らと不適切な関係を持ったために、1975年および1980年代半ばに彼はステレよりペルソナ・ノン・グラータとされ、追放された。
ステレを去った後、キーニンガーはステレと同様の別のコミュニティを設立するためテキサス州に移り、ダラスから約50km東の土地に「アデルフィ(Adelphi)」を設立した。多くのステレ住民が彼に従ってアデルフィに移り、一時はアデルフィの人口は30人に達したが、現在は16人である。
キーニンガーは2002年に死亡したが、結局2000年の大激変が起こらなかったことについては何も語らなかった。アデルフィの住民は「アデルフィ機構(Adelphi Organization)」のメンバーに対してのみオープンであり、この機構は現在もなおレミュリアン哲学とキーニンガーの著書の普及に努めている。最新版のThe Ultimate Frontierからは大激変が起こると予言された日付は削除されているが、それでもなお地球規模の大激変が起こると主張している。
The Ultimate Frontierの出版から40年以上にわたって、世界中から数千人の人々がステレとアデルフィの援助・建設に参加している。これらの人々はステレやアデルフィの出身者からなる非公式なネットワークを構成し、7月4日に開かれる年次祝賀会のためにステレに戻ったり、哲学や現在の出来事について話し合うために会合を開いたりしている。
1970年代、ステレ内の家や工場はStelle Industries Inc.により所有されていた。Stelle Industries Inc.にはStelle Woodworking(ステレ林業)、Stelle Construction(ステレ建設)、Stelle Plastic(ステレ樹脂)、Stelle Piano Shop(ステレ・ピアノ店)の4つの部門があり、多くのステレ住民が従業員として働いていた。しかし、1976年以後大半の個人家庭は協同所有の形に移り。1980年代半ばにはStelle Industries Inc.はその活動を終え、工場はステレのある長期居住者により買収された。
学校、コミュニティ・センター、上下水道設備はステレ・グループにより所有され運営されていた。大多数の初期からの住民が通信、設計、公共設備の運営に携わり、急激に成長するコミュニティの運営に関わっていた。ステレの人口が安定期に移ると、民主的意思決定は「ステレ・コミュニティ協会(Stelle Community Association)に運営されることになり、この協会は上下水道設備の運営にも当たった。
1982年の住民投票の結果、ステレ・グループのメンバーシップはステレの住民となるための必要条件から外された。ステレ・グループは引き続きステレの運営に携わったが、その哲学的展望は徐々に変化していった。2005年初頭、少数が残るばかりとなったステレ・グループは解散を決定し、グループの資産である学校、コミュニティ・センター、果樹園、コミュニティ・ガーデン、池、温室、倉庫、40万m2に及ぶ農場を清算した。
2005年末、ステレに本部を置く教育機関、CSC(the Center for Sustainable Community)は農場を除くステレ・グループの資産を購入し、残る農場は地元の有機栽培農家により買収された。
このようにしてステレは周辺の村と大して変わらなくなってしまったが、その町のデザインはやはり独特である。多くの家庭には太陽電池パネルを備えており、また多くの住民が生涯学習と協同組合経済を強く目指している。ステレは独自の電話会社を所有しており、ステレの住民に電話、テレビ、インターネット等のサービスを提供している。ステレの自慢はコミュニティ・ガーデン、機械設備、月曜夜のディナーの協同組合であり、最近までは子供の教育の協同組合も存在した。

## 関連図書
- Kueshana, Eklal The Ultimate Frontier ISBN 0-9632252-0-0

## リンク
- http://www.stellecommunity.com
- http://www.centerforsustainablecommunity.org/
- http://www.centerforsustainablecommunity.org/land-walking-tour.html
- http://www.adelphi.com
- http://www.lemurianfellowship.org
- http://www.topozone.com/map.asp?z=16&n=4534125&e=402920&s=50&size=l&datum=nad83&layer=DRG25